# Perdersi a Londra
(Charles Dickens a Losanna)
Perdersi a Londra è una raccolta di due racconti scritti rispettivamente nel 1853 e nel 1860 dall'autore inglese Charles Dickens. Essa comprende i racconti Perdersi a Londra e Passeggiate notturne.

## Perdersi a Londra

### Pubblicazione
Questo racconto, lungo una ventina di facciate e scritto in prima persona da un io narrante adulto, fu pubblicato da Dickens nel 1853 sul suo giornale "Household Words" (in italiano "Le parole del proprietario della casa").

### Trama

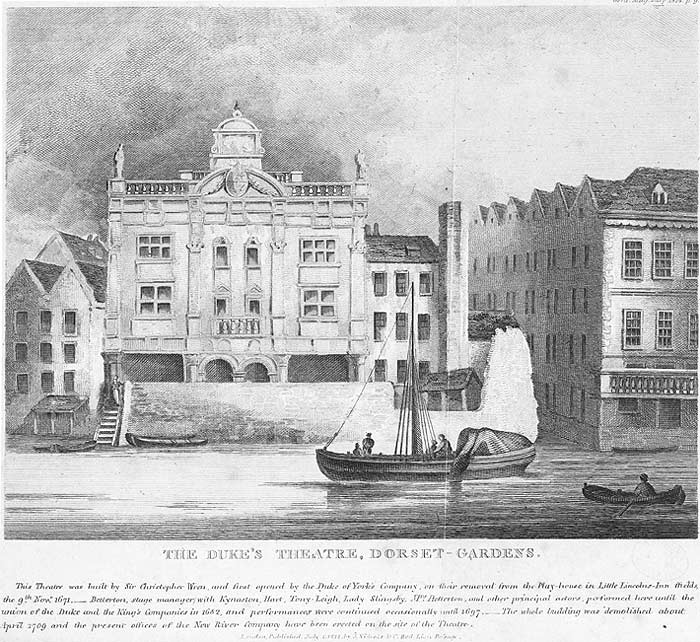
Il Duke's theater a Dorset-Garden in una vecchia litografia

Un bambino "davvero molto piccolo, di età e di statura" viene condotto da "Qualcuno", una persona di cui ha dimenticato il nome, a fare un giro all'interno della chiesa londinese di Saint Giles per smentire le sue bizzarre idee su tale edificio; tuttavia, dopo poco tempo il bambino perde di vista il suo accompagnatore. Trascorso un breve momento di terrore, decide di approfittare dell'occasione e "arricchirsi", comprare una carrozza a sei cavalli e con questa tornare a casa, dopo averla mostrata alla sua futura sposa; pensando che ciò gli porterà fortuna, fa visita al monumento dei Giganti di Guildhall, ma dato che non accade come previsto decide di appisolarsi nelle sue vicinanze. Terminato il riposino, compra una salsiccia con un penny che ha in tasca e con il resto decide di far fortuna come lord Whittington, tant'è che quando incontra un cane lo paragona al gatto del sindaco inglese, ma la bestia, ringhiandogli, si appropria della salsiccia e fugge via. Affatto scoraggiato, egli girovaga ammirando la City di Londra e si riposa nel campo di un cimitero; abbandonato il "Piano Whittington" entra in un teatro e assiste ad uno spettacolo al termine del quale viene regalato un asino ad uno spettatore a caso; il bambino rimane in ansia perché, se da un lato nell'eventualità che lo riceva non avrebbe la forza di rifiutarlo, d'altro canto non saprebbe cosa farsene; per sua fortuna non viene scelto. Alla fine viene accompagnato da un poliziotto al Commissariato, dove, addormentatosi, si sveglia vedendo suo padre.

## Passeggiate notturne

### Pubblicazione
Questo racconto, più breve del precedente, fu pubblicato nel 1860 sul periodico "All the Year Round", firmato col nome di Uncommercial Traveller (in italiano "Viaggiatore disinteressato", in contrapposizione al Commercial Traveller, ovvero il commesso viaggiatore che si sposta per motivi di lavoro).

### Trama

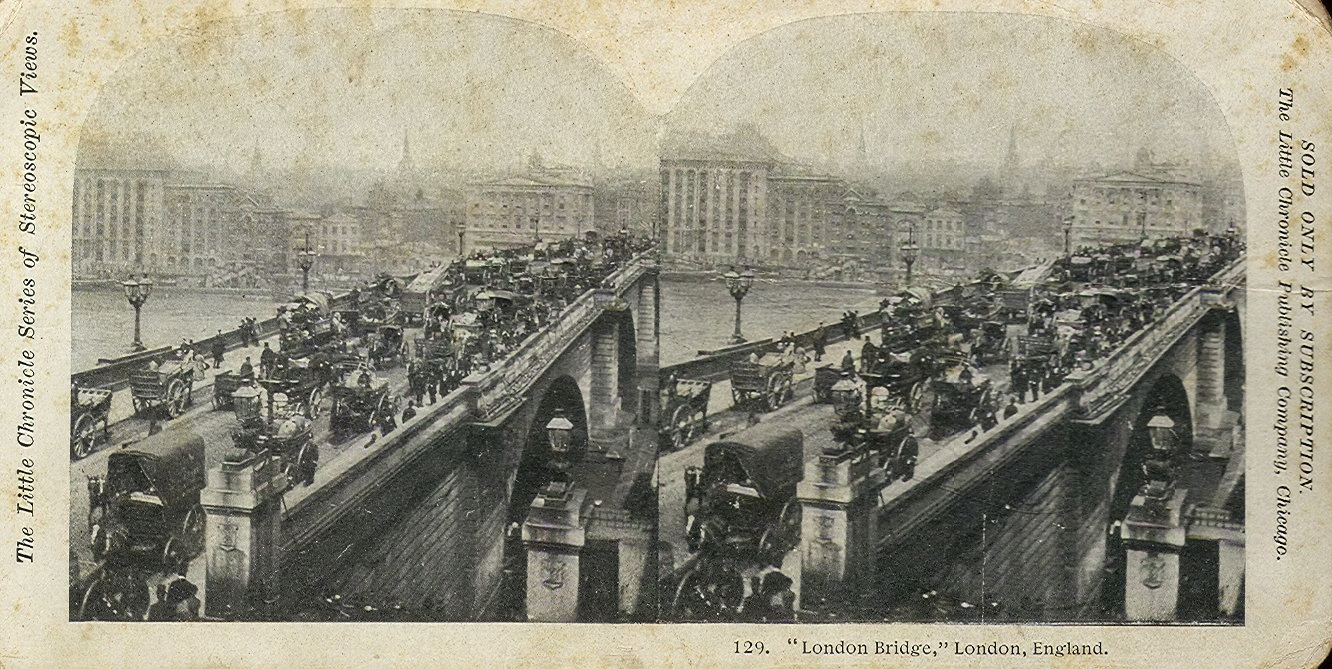
Il London Bridge in una stampa degli anni '90 dell'Ottocento

Per combattere l'insonnia che lo assale ("imputabile ad un'idea angosciante") un uomo decide di prender sonno girovagando di notte per la sua città; assiste così al momento in cui i suoi abitanti si chiudono nelle loro case e gode della compagnia dei passanti, spesso ubriachi, che a volte non lo notano nemmeno, e del gabelliere del Waterloo Bridge, che attraversa con una certa inquietudine a causa della sua solitudine. Oltrepassato il ponte, visita due teatri bui e cupi e passa accanto alla prigione del Newgate, situata dinanzi alla chiesa cristiana del Santo Sepolcro. Prosegue verso la banca e spera di trovare qualcuno sveglio al mercato di Billingsgate, ma è troppo presto; attraversa così il London Bridge e si dirige prima verso un'attiva fabbrica di birra e poi in direzione della prigione della King's Bench, che evoca nella sua mente il pensiero di Horace Kinch; si reca poi al Bethlehem Hospital e di qui al Westminster Bridge, da dove ammira la sede del Parlamento Britannico. Successivamente osserva il Palazzo di Giustizia e l'Abbazia di Westminster. Ai piedi della Chiesa di Saint Martin quasi inciampa su un mendicante coperto di cenci e a Covent Garden (compagnia notturna molto piacevole nei giorni di mercato) si ferma a fare uno spuntino in un caffè che ha come solo cliente, oltre a lui, un affamato che azzanna un pollo. Termina la gita visitando una stazione e poi torna a casa.

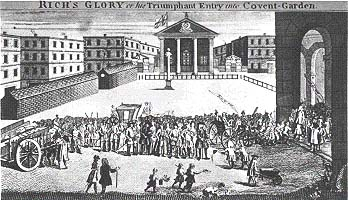
Il Covent Garden nel 1732

## Edizioni
- Charles Dickens, Perdersi a Londra, Mattioli 1885, 2008,  p. 88, ISBN 978-88-6261-030-8.